# Костёл иезуитов (Варшава)
Костёл иезуитов (пол. Kościół Jezuitów), или костёл Милостивой Божьей Матери (Kościół Matki Bożej Łaskawej) — памятник маньеризма в историческом центре Варшавы, по соседству с кафедральным собором.

## История
Костёл иезуитов был основан королём Сигизмундом III Ваза и подкоморием Анджеем Боболи Старым по инициативе Петра Скарги в 1609 году для иезуитов. Главное здание церкви было построено Яном Франкевичем между 1609 и 1626 годами в стиле польского маньеризма.
В 1627 году церковь была окружена тремя часовнями, и в 1635 году здесь была похоронена Урсула Мейерин, ярая сторонница Общества Иисуса. Мейерин профинансировала приобретение костёлом серебряной дарохранительницы. Урсула Мейерин была также любовницей короля Сигизмунда III и обладала огромным политическим влиянием. Её могила была разграблена и разрушена шведами и бранденбургскими немцами в 1650 году во время «Шведского потопа».
Вестибюль был добавлен в интерьер храма в 1633 году, а хор — спустя три года. В 1640-е годы кардинал Карл Фердинанд Ваза установил алтарь из серебра. Костёл был разграблен и повреждён в 1656 году.
В последующие годы здание всё больше и больше украшалось богатой барочной мебелью, мраморнами алтарями и полами. Добавились ещё две часовни. После упразднения Ордена иезуитов в 1773 году, церковь сменила владельцев несколько раз. Например, в течение некоторого времени костёл служил в качестве церковно-приходской школы, позже он и вовсе был магазином по продаже церковной мебели, затем церковь была отдана ордену Пиаристов. Иезуиты не могли вернуть костёл обратно до конца Первой мировой войны. В 1920-х и 1930-х годах церковь была отремонтирована.
Во время Второй мировой войны после подавления Варшавского восстания, немцы полностью разрушили иезуитскую церковь
. Всё, что осталось от четырёхсотлетнего здания, было большой грудой щебня. В 1950 и 1973 годах церковь была перестроена в более упрощённом, нежели прежний, архитектурном стиле.

## Интерьер
Фасад костёла выполнен в стиле маньеризма, хотя интерьер вполне современный, потому что очень мало что осталось от оригинальной мебели церкви. Внутри сохранились фрагменты памятника Яну Тарло, выполненного Яном Ержи Плершем в белом и чёрном мраморе в 1753 году, восстановлены эпитафии Сарбевского, Конарского, Онуфрия Копчинского и Яна Килинского. В костёле хранятся картина с изображением Божией благодати, привезённая в Польшу в 1651 году епископом Хуаном де Торресом в подарок от папы Иннокентия X, а также деревянное распятие 1383 года, барочные скульптуры Божией благодати начала XVIII века и каменная скульптура лежащего медведя середины XVIII столетия.
Из-за расположения в узком месте для костёла была выбрана оригинальная структура. Особенно необычен выбор освещения алтаря через фонарь, расположенный над апсидой эллиптического купола. Крипта, с находящейся в ней камнерезной мастерской, расположена на месте фундаментов готических городских домов, стоявших здесь ранее. В ней покоятся Кароль Фердинанд Ваза и поэт Матей Казимир Сарбевский. Также в храме имеется кенотаф Яна Тарло.

## Галерея
- В 1627 году
- В 1920-х годах
- В 2006 году